# Millepora exaesa
Millepora exaesa is een hydroïdpoliep uit de familie Milleporidae. De poliep komt uit het geslacht Millepora. Millepora exaesa werd in 1775 voor het eerst wetenschappelijk beschreven door Forsskål. 